# Wordless Anthology I 〜Masahiro Andoh Selection & Remix +1〜
『Wordless Anthology I 〜Masahiro Andoh Selection & Remix +1〜』（ワードレス・アンソロジー1 マサヒロ・アンドウ・セレクション&リミックス+1）は、THE SQUARE/T-SQUAREのベスト・アルバムである。
1999年2月20日にリリースされた。タイトルの+1は未発表曲の意である。

## 解説
T-SQUAREデビュー20周年を迎えて発売されたベスト・アルバム。リーダーの安藤まさひろが自ら選曲、リミックスされた楽曲を収録。未発表音源としてスティーヴィー・ワンダーの「BIRD OF BEAUTY」が収録された。
本シリーズは、安藤が「メンバーも音楽も大きく変貌していくスクェアの歴史を自分で整理したい」という想いから企画。スクェアの歴史をどこで区切るか安藤自身悩んだそうだが、結果的にはベーシストで3期に分かれている。
実は1976年結成当時はデビュー時と違うメンバーだった。その後人づてにいいドラマーがいると訊き出会ったのが当時上智大学学生の河合マイケル。安藤は先ずマイケルに声をかけ、その後彼を通じ知り合った仙波清彦や宮城純子、伊東たけしらとセッションしている内にデビューアルバムのメンバーが集まっていった。
デビュー当時から安藤が曲を書いていたが、どんな風に料理（編曲）するのかはマイケルが鍵を握り、仙波のカラーも大きな影響力を持っていたという。マイケル退団後は、村上ポンタ秀一など様々なドラマーに手伝いを依頼、とにかく当時は上手いミュージシャンを引き込むことで苦労したと語っている。
その後、安藤は歌モノ指向に走り、スクェア・サウンド的に迷いの時期に入った。歌手を呼んだり好き勝手なことをしたが「伊東さんやその他のメンバーはよく怒らないでやってくれたと思います」と述懐している。
ブックレットには安藤によるライナーノーツと楽曲解説、1998年までのバンドのバイオグラフィーが収載されている。

## 収録曲
1. FUTURE FLY - 安藤まさひろ作曲
アルバム『Lucky Summer Lady』に収録。この曲はハードなフュージョンという感じで、安藤もテクニカルなナンバーとしてとても気に入っているという。当時はデジタル機器がなくテープエコーを使っていたが、安藤が大好きなクイーンのブライアン・メイが使用していたのと同じマエストロのエコープレックスを手に入れたばかりの1st、2ndアルバムでは、それを多用していた[1]。
2. BIRD OF BEAUTY - スティーヴィー・ワンダー作曲
未発表曲。安藤がこのシリーズを企画した時に真っ先に発掘したいと思った曲だった。当時デビューアルバムを作るに当たってプロデューサーにカヴァー曲が欲しいと言われて、スティーヴィー・ワンダーのこの曲とカーペンターズの「愛は夢の中に」が選ばれた[1]。
3. A FEEL DEEP INSIDE - 安藤まさひろ作曲
アルバム『Lucky Summer Lady』に収録。スクェアとしてデビューする前に毎月1回ライブをやっていたが、その最初の頃に書いた曲だった。当時は駅から安藤が住んでいたアパートまでが遠く、鼻歌を歌いながら歩いて帰っていたが、その時にできた曲だった[1]。
4. LUCKY SUMMER LADY - 安藤まさひろ作曲
アルバム『Lucky Summer Lady』に収録。当時マイケルや仙波の影響で聴いたミルトン・ナシメントのアルバムで子供の声がフィーチャーされているのに刺激を受け、「インストの曲にも声が入ると違うかな」とオリジナルでは宮城とマイケルの妹に歌ってもらった。本作は「Wordless」ということで声はミュートしている。こういったレゲエ調のリズムはこれ以降ないし、仙波のパーカッションがとても面白いということで収録された[1]。
5. TAKE THE LONG ROAD - 宮城純子作曲
アルバム『Midnight Lover』に収録。宮城純子がスクェアに残した唯一のオリジナル。アドリブ以外でコード変化がない曲だが、やたら難しく、突然7/8が間に挟まったり、イントロで鳴らしてるカウベルが裏打ちで、ベースの中村裕二が苦労していたそうである[1]。
6. WRAPPED AROUND YOUR SOUL - 安藤まさひろ作曲
アルバム『Midnight Lover』に収録。この曲は安藤が個人的にすごく好きな曲で、最後の盛り上がりの感じが自分では気に入っていたという。イントロのベースとエレピのユニゾンでのフレーズでビートを食っているが、本作の7年前に『Refreshest』でジェリー・ヘイとリアレンジして演った時に彼が頭から入ったので安藤が混乱して演奏するのにすごく苦労した思い出を記している[1]。
7. STIFF NAILS - 安藤まさひろ作曲
アルバム『Make Me A Star』に収録。3枚目あたりから安藤はエアプレイやTOTOなどスタジオ・ミュージシャンがやるAOR系のロックに傾倒していた。安藤がロックっぽい曲を書くのでサックスでは辛く伊東たけしがリリコンを使い始めたのもこの時期だった。この曲は1999年時点でのプロデューサーが気に入っていて、コンサートのオープニングなどによく使っていた[1]。
8. TEXAS KID - 安藤まさひろ作曲
アルバム『Make Me A Star』に収録。この曲はプロになる前、安藤が大学在学中に初めて書いた曲だった。実は最初にソニーでデビューする前にビクターからもデビューの話があり、その時に2、3曲だけ録った曲の一つでもある。今回、昔のマルチテープを発掘している最中にそのファースト録音時の別バージョンを発見したが、録音したことすら未だに思い出せないという。そのテイクではなぜか伊東がバリトンサックスを吹いていた。「やはりこのTAKEがベスト」ということで、今回は『Make Me A Star』のテイクが収録された[1]。
9. TOMORROW'S AFFAIR - 安藤まさひろ作曲
アルバム『Rockoon』に収録。三浦友和が主演したドラマ[2]の主題歌にもなった曲。ディストーションのギターでサックスを差し置いてギターを弾いたのはこれが初めてだった。伊東と「インストで人を泣かすことができたら大したものだ」と言っていたら、ライブハウスで目の前で泣いている女の子がいて感動した思い出があるという[1]。
10. BANANA - 安藤まさひろ作曲
アルバム『Rockoon』に収録。元々はサントリーのCM用に書いた曲だったが、CMはボブ・ジェームズに持っていかれてしまった。しかしとても気に入っていて、仙波のからも入りつつやると面白いかなということでスクェアのナンバーになった。タイトルはマイケルが語呂で決めたもの[1]。